# Evelyn Kustatscher
Evelyn Kustatscher  (* 1976 in Brixen) ist eine italienische Paläobotanikerin aus Südtirol. 

## Leben
Evelyn Kustatscher sammelte schon in ihrer Jugend Fossilien. Sie studierte Paläontologie an der Universität Ferrara. 1999 erhielt sie ihre Laurea, 2004 erfolgte die Promotion über Pflanzenfossilien aus dem mittleren Trias in den Dolomiten. Seit 2005 ist sie Kuratorin für Paläontologie am Naturmuseum Südtirol in Bozen. 2009 war sie Lehrbeauftragte für Paläobotanik an der Universität Innsbruck.
Ihr Spezialgebiet sind fossile Pflanzen des Trias und Perm. Sie leitete ein Forschungsprojekt zum Massenaussterben an der Wende Perm/Trias in terrestrischen Ökosystemen der Dolomiten (The Permian-Triassic ecological crisis in the Dolomites: extinction and recovery dynamics in Terrestrial Ecosystems). Als Paläobotanikerin arbeitete sie unter anderem mit Han van Konijnenburg-van Cittert zusammen. Ihr Interesse gilt auch anderen Fundstellen triassischer Flora in Europa, Hinweisen auf Paläoklimatologie und Palynologie.
Zu ihren Erstbeschreibungen gehören Asterotheca thalensis, die zu den Marattiaceae rechnet, der Palmfarn Bjuvia thalensis (Kustatscher & Van Konijnenburg-van Cittert 2010), Phlebopteris fiemmensis (Kustatscher, Dellantonio & Van Konijnenburg-van Cittert 2014) und Chiropteris monteagnellii (Kustatscher, Dellantonio & Van Konijnenburg-van Cittert 2014), Cladophlebis ladinica (Kustatscher, Dellantonio & Van Konijnenburg-van Cittert 2014).
2014 erhielt sie den mit 30.000 Euro dotierten Südtiroler Forschungspreis. 2025 wurde sie zum korrespondierenden Mitglied der Niedersächsischen Akademie der Wissenschaften zu Göttingen gewählt.